# Història de Gal·les

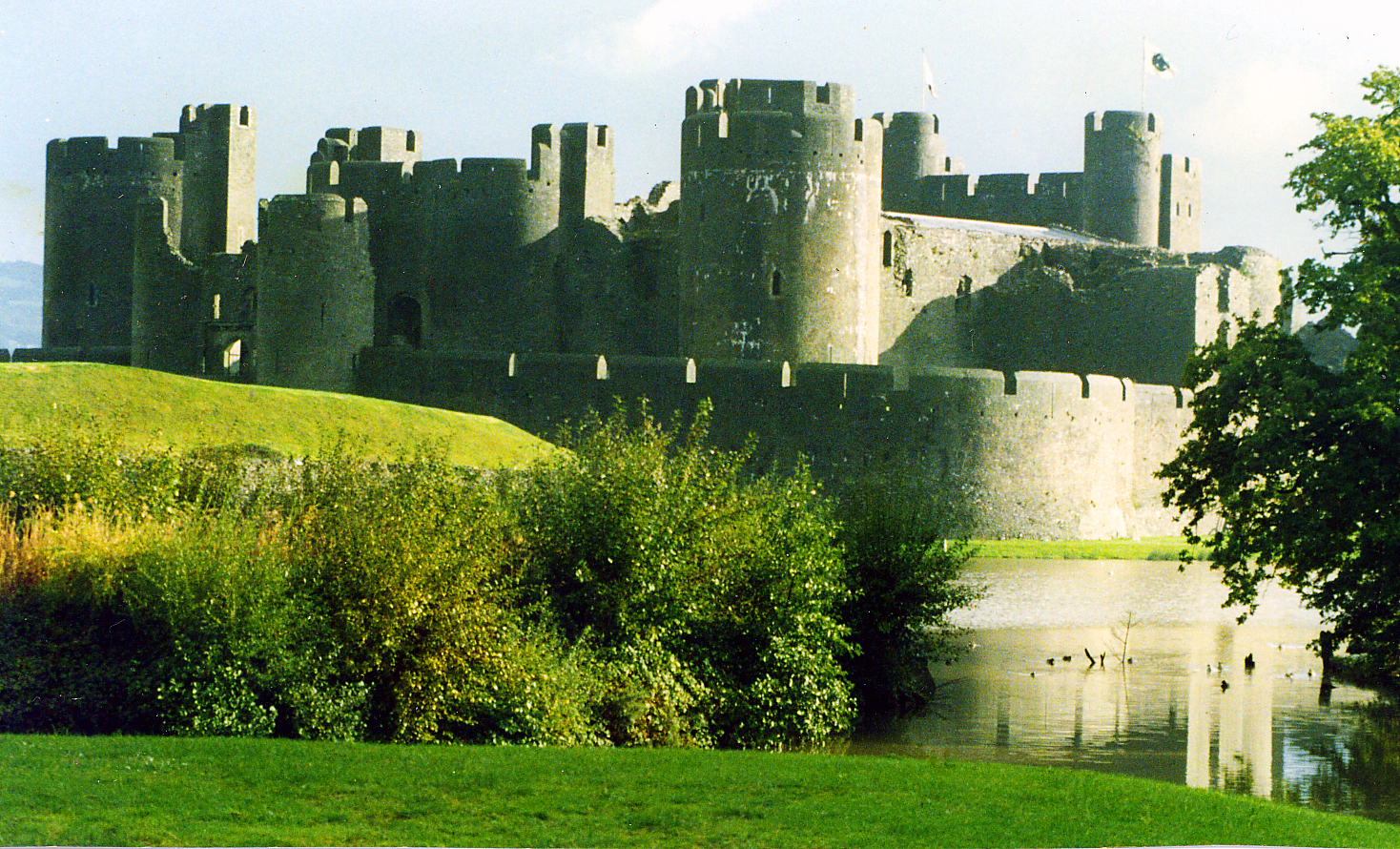
Castell de Caerphilly. Aquest castell fou construït entre 1268-1271 per Gilbert de Clare, cosa que provocà una disputa entre Llywelyn, l'últim rei, i la corona anglesa, un dels motius que portaren a les guerres de 1277 i 1282 i al final de la independència de Gal·les

El país de Gal·les o Cymru (en gal·lès) ha estat habitat per l'humà modern des de fa almenys 29.000 anys, encara que els assentaments estables al territori no apareixerien fins a l'última edat de Gel. A Gal·les hi ha molts jaciments i restes del Neolític (principalment dòlmens i cromlechs), així com restes posteriors de l'edat del bronze i de la del ferro. La història escrita de Gal·les comença amb l'arribada dels romans, que van realitzar diverses campanyes contra la tribu dels deceangles al nord-est de l'actual Gal·les l'any 48. Dues de les grans tribus britàniques, els silurs i els ordovics, es van resistir al domini romà durant alguns anys, però finalment els ordovics foren sotmesos l'any 79. Les tribus britàniques de l'època preromana ocupaven el territori actual de Gal·les, però també parts d'Anglaterra i el sud d'Escòcia, en el que s'organitzaria en la província romana de Britània fins a la retirada de les legions romanes al començament del segle V. En els segles següents al territori de Gal·les es formarien petits regnes com Gwynedd i Powys, al mateix temps que els britànics es convertien al cristianisme.
Durant el període altomedieval el territori de Gal·les estava dividit en petits regnes, però el governant del Regne de Gwynedd normalment era reconegut com el rei dels britons. Alguns d'aquests governants eren capaços de governar sobre diversos regnes i amb el pas del temps es van estendre. A mitjan segle XI Gruffyd ap Llywelyn va arribar a controlar tots els regnes de Gal·les i algunes zones d'Anglaterra durant un breu període. L'alta edat mitjana a Gal·les es va caracteritzar per la lluita contra regnes anglosaxons com Mèrcia, posteriorment contra el regne unificat d'Anglaterra, i després contra els invasors normands, que van arribar a les fronteres de Gal·les l'any 1067. La guerra contra els invasors va continuar durant més de dos segles fins a la mort de Llywelyn, l'últim rei, el 1282, la qual cosa va constituir l'annexió de Gal·les al Regne d'Anglaterra. Owain Glyndwr va dirigir una rebel·lió contra els anglesos al començament del segle XV i va controlar Gal·les durant uns pocs anys abans que la corona anglesa restablís la seva autoritat. Durant el segle XVI la legislació gal·lesa va ser progressivament modificada per incorporar les estructures executives d'Anglaterra. No obstant això, malgrat l'assimilació anglesa, els gal·lesos van mantenir la seva llengua i la seva cultura.
Durant el segle XVIII Gal·les va ser afectat per dues importants reformes. La Revolució industrial i el Renaixement metodista. Durant el segle XIX el sud-est de Gal·les va experimentar en especial una ràpida industrialització i un fort increment demogràfic. Aquestes zones foren "anglicitzades" a causa de l'arribada massiva d'immigrants, i en destacaren els territoris rurals, on es va conservar amb més força la cultura tradicional gal·lesa. Així mateix, la zona va experimentar la influència del cristianisme metodista.
Al segle xx, i després de la Segona Guerra Mundial, el territori de Gal·les va experimentar un progressiu declivi a causa de la crisi de la indústria del carbó i del ferro. En l'àmbit polític la crisi provocà que el Partit Liberal fos desplaçat del poder pel Partit Laborista. Durant aquest període els nacionalistes del partit Plaid Cymru, dirigits per Gwynfor Evans, van aconseguir per primera vegada representació al Parlament del Regne Unit l'any 1966, i van convertir la "devolució" de les institucions parlamentàries gal·leses en el seu principal objectiu polític. En el referèndum de 1979 va guanyar el vot negatiu, però el 1997 es va realitzar un nou referèndum en el qual guanyà el sí per un estret marge, cosa que va permetre la creació d'un parlament gal·lès a Cardiff.

## Prehistòria
Les primeres restes conegudes d'activitat humana al territori modern de Gal·les és una dent trobada en una cova de la vall del riu Elwy, al nord del territori, pertanyent a un home que va viure fa uns 250.000 anys en el Paleolític inferior. La Dama Roja de Paviland, un esquelet humà tenyit d'ocre vermell, va ser descobert el 1826 en una de les coves de pedra calcària de Paviland, a la península de Gower, a Swansea, al sud de Gal·les. Malgrat el seu nom, l'esquelet pertany a un home jove que va viure fa uns 26.000 anys cap al final del Paleolític superior. Es considera l'enterrament cerimonial més antic conegut a Europa occidental. L'esquelet va ser trobat juntament amb joieria d'ivori i petxines marines, així com un crani de mamut.

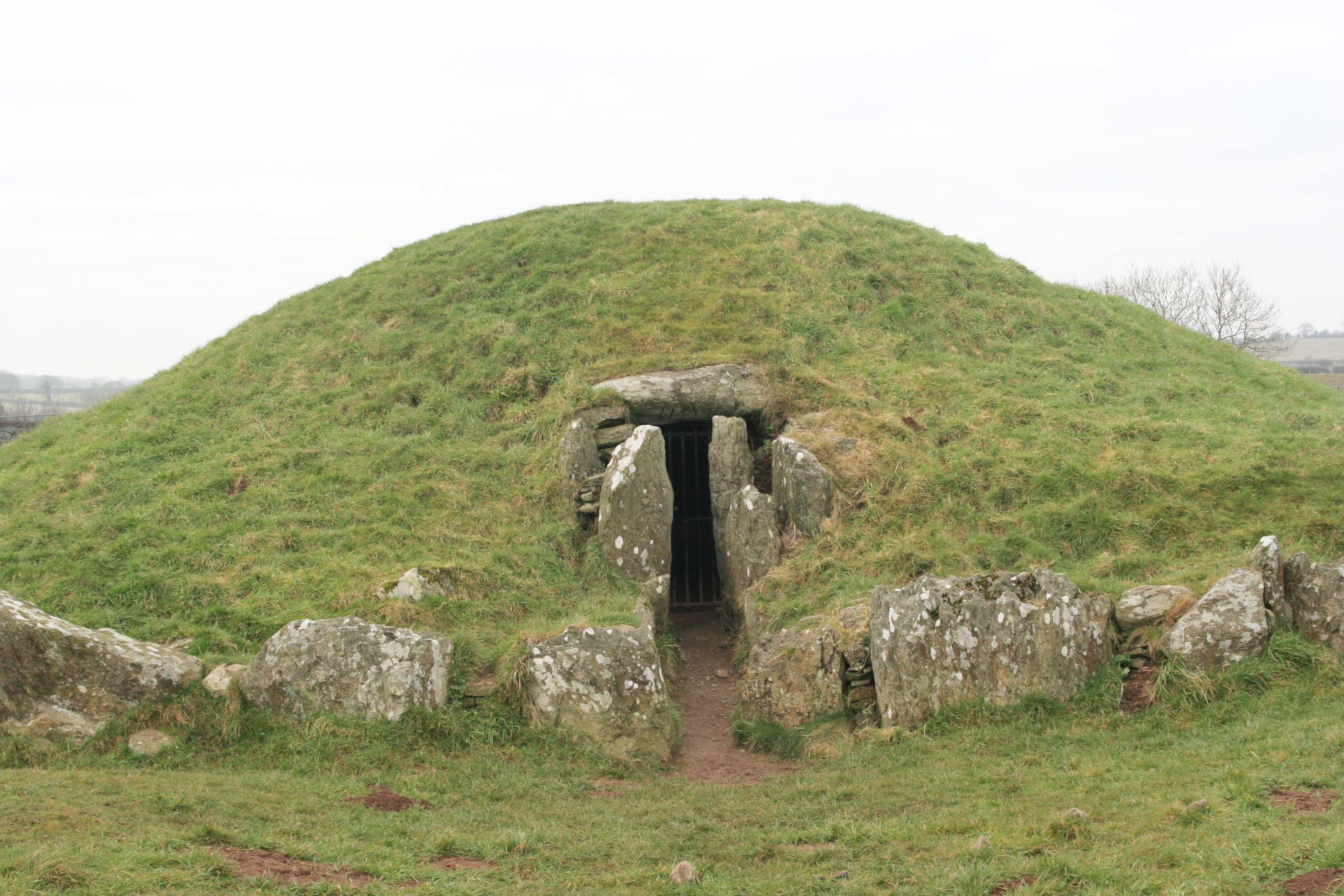
Bryn Celli Ddu, una cambra funerària de finals del Neolític a Anglesey

Després de l'última edat de Gel, Gal·les va anar adoptant el paisatge ecològic actual i cap al 8000 aC el seu territori era habitat per caçadors recol·lectors del Mesolític. Es considera que les primeres comunitats agrícoles hi sorgiren al voltant del 4000 aC, marcant els inicis del Neolític a la zona. Durant aquest període es van construir moltes cambres funeràries, i les més notables en són les de Bryn Celli Ddu, Barclodiad i Gawres a Anglesey.
Les eines de metall van aparèixer a Gal·les al voltant del 2500 aC, al principi del coure i posteriorment del bronze. Es creu que durant els inicis de l'edat de bronze gal·lesa (2500-1400 aC) el clima era de més qualitat que en l'actualitat, a jutjar per les restes ecològiques. Gran part de la producció de coure per a la producció de bronze procedia probablement de les mines de coure de Great Orme, on s'han trobat restes d'activitat minera estable durant diversos segles del període.
La primera eina de ferro trobada a Gal·les és una espasa apareguda a Llyn Fair, a la vall del riu Ronda, que degué ser fabricada al voltant del 600 aC. Durant l'edat del ferro gal·lesa als pujols del país es van construir assentaments fortificats, especialment nombrosos, com Pen Dinas prop d'Aberystwyth i Tre'r Ceiri a la península d'Hellin. El 1943 aparegué una troballa d'aquest període especialment significativa a Llyn Cerril Bach a Anglesy, en un terreny que estava sent excavat per construir una base de la força aèria anglesa. S'hi trobà un dipòsit votiu molt ben conservat, ple d'armes, escuts, carruatges amb brides i arnesos, així com cadenes i grillons d'esclaus i diverses eines. Molts d'aquests objectes havien estat deliberadament trencats i sembla tractar-se d'una ofrena votiva.
Tradicionalment els historiadors creuen que el territori de Gal·les va ser colonitzat per successives onades d'immigrants que dugueren diverses aportacions culturals a la zona, i substituïren els habitants previs amb l'arribada dels celtes del continent. No obstant això, alguns estudis genètics realitzats sobre la població gal·lesa descarten aquesta teoria. En dos llibres recents, Bryan Sykes i Stephen Oppenheimer consideren que la població gal·lesa moderna (i el conjunt de la població britànica) descendeixen d'emigrants procedents de la península Ibèrica arribats durant el Mesolític, i en menor grau, durant el Neolític. La introducció de la llengua celta, de la qual deriva el gal·lès modern, hauria pogut ser el resultat d'aquesta immigració a menor escala.

## El període romà: 48-410 dC

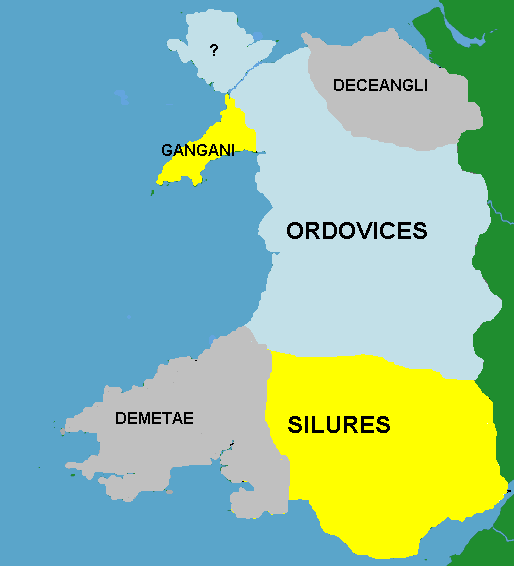
Les tribus celtes que habitaven al territori de Gal·les durant el període de la invasió romana. Els seus límits exactes no estan definits

Fins a la invasió romana de Britànnia, Gal·les no era un país diferenciat. Tots els habitants nadius de la Britànnia parlaven llengües britòniques (una subfamília de les llengües celtes) i eren anomenats britons (o brythones). La zona estava dividida en diverses tribus, de les quals els silurs, en l'actual sud-est de Gal·les i els ordovics, al centre i nord-oest de Gal·les, eren les més nombroses i poderoses. Aquestes tribus també van ser les que van presentar una major resistència a la invasió romana.
El primer atac contra les tribus celtes de Gal·les va ser realitzat pel legat Publi Ostori Escàpula cap a l'any 48 dC. Ostori atacà primer els deceangles al nord-est, que sembla que s'hi rendiren amb poca resistència. A continuació van lluitar durant uns anys contra els silurs i ordovics, dirigits per Caradoc o Caratac, que havia fugit del sud-est d'Anglaterra. Primer va dirigir els silurs i després es va traslladar al territori dels ordovics, on fou derrotat per Ostori cap al 51 dC. Després de la derrota, Caratac es refugià entre els brigants; la reina Cartimandua el va lliurar als romans.
No obstant això, els silurs no van ser sotmesos i van començar una efectiva guerra de guerrilles contra els exèrcits romans. Ostori va morir sense sotmetre la tribu, i a la seva mort els silurs derrotaren la Segona Legió Augusta. Els romans no van intentar estendre el seu control a Gal·les fins a l'arribada del governador Gai Suetoni Pauli, que es dirigí al nord i capturà l'illa de Mona (Anglesey), on es trobava un important santuari druídic l'any 60 o 61 dC. No obstant això, es veié obligat a abandonar l'ofensiva davant la rebel·lió a l'est de la reina Boadicea o Boudicca. Després d'aixafar la rebel·lió, els silurs van ser finalment sotmesos per Sisè Juli Fronti en una sèrie de campanyes que van concloure l'any 78 dC. El seu successor Gneu Juli Agrícola va sotmetre també els ordovics i conquerí de nou Anglesey al començament de l'any 79 dC.
Els romans van ocupar el conjunt de l'actual territori de Gal·les, on van construir calçades, forts, mines d'argent, ferro i or, i van introduir comerç, però el seu interès pel desenvolupament de la zona fou limitat a causa de l'aïllament geogràfic i l'escassetat de terres cultivables. La majoria de restes romanes trobades a Gal·les són de naturalesa militar. La zona fou controlada des de campaments legionaris com Deva Victrix (Deva), Chester, Isca Augusta (Isca) i Caerleon, amb calçades que els unien amb forts auxiliars com Segontium, Caernarfon, Moridunum i Carmarthen. Només es coneix una ciutat fundada pels romans a Gal·les: Venda Silurum (l'actual Caerwent), encara que el fort de Moridunum fou posteriorment ocupat per l'assentament civil de Carmarthen. Administrativament el territori de Gal·les formava part de la provincial romana de Britànnia Superior i posteriorment de la provincià de Britània Prima, que també incloïa l'oest d'Anglaterra.

## La retirada dels romans i l'edat dels Sants: 411-700
Quan els exèrcits romans assentats a Britànnia es van retirar l'any 410, els assentaments britons de Gal·les van passar a governar-se per si mateixos, com la resta de la província. No obstant això, la influència cultural romana va romandre després de la seva partida, com demostra una pedra gravada de Gwynedd datada d'entre mitjan segle v i mitjan segle vi, que homenatja Cantiorix, descrit com "cives" (ciutadà) i cosí del "magistratus" (magistrat) Maglos. Després de la retirada dels romans també s'hi produí una considerable colonització procedent d'Irlanda al sud-oest, on s'han conservat moltes pedres amb inscripcions ogham. Molts missioners irlandesos van convertir la població local al cristianisme, iniciant l'anomenada edat dels Sants (aproximadament entre el 500-700), caracteritzada per l'establiment de monestirs i esglésies per tot el país, sota la direcció d'eclesiàstics destacats com David de Gal·les, Illtud i Teil.
Una de les raons de la retirada romana fou la pressió de les tribus germàniques i bàrbares sobre les fronteres orientals de l'Imperi romà. Entre aquestes tribus hi havia angles, saxons i juts, que van envair el territori britànic i feren incursions a Gal·les al llarg de la vall del riu Severn i fins a Llanidloes. Gradualment els invasors germànics van consolidar el seu domini sobre l'est i el sud de Britànnia (que es convertiria en Anglaterra). En la batalla de Chester (616), els exèrcits de Powys i altres exèrcits britànics dirigits pel rei Selyf ap Cynan van ser derrotats per l'exèrcit anglosaxó de Northúmbria, dirigit pel rei. El rei gal·lès va morir en la batalla. S'ha suggerit que aquesta batalla va tallar la comunicació terrestre entre Gal·les i els regnes britànics del nord, Rheged, Strathclyde, Elmet i Gododdin. Des del segle viii, Gal·les era el més gran dels tres països britànics de Britània, al costat de Cornwall i Strathclyde.

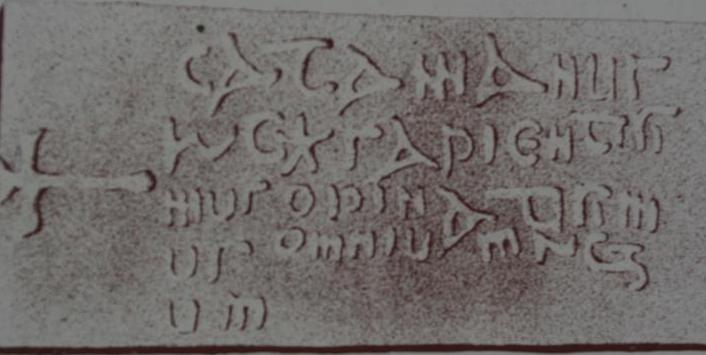
La tomba del rei Cadfan ap lago de Gwynedd (mort cap al 625) a l'església de Llangadwaladr

El país de Gal·les estava dividit en diversos petits regnes separats, i els més grans i poderosos n'eren el Regne de Gwynedd al nord-est de Gal·les i el Regne de Powys a l'est. Gwynedd aconseguí la supremacia entre aquests regnes al segle VI i VII, per l'aptitud de destacats líders com Maelgwn Gwynedd (mort cap al 547) i Cadwallon ap Cadfan (mort el 634-/5), que s'alià amb Penda de Mèrcia i fou capaç de realitzar grans conquestes amb els seus exèrcits: arribà tan lluny com a Northúmbria, encara que les va controlar durant un període molt breu. Després de la mort de Cadwallon en la batalla de Heavenfield, el seu successor Cadafael ap Cynfeddw també s'alià amb Penda contra Northúmbria, però durant el període posterior, tant Gwynedd com els altres regnes gal·lesos es van veure forçats a realitzar una política militar defensiva enfront del poder expansionista de Mèrcia.

## Alta edat mitjana: 700-1066

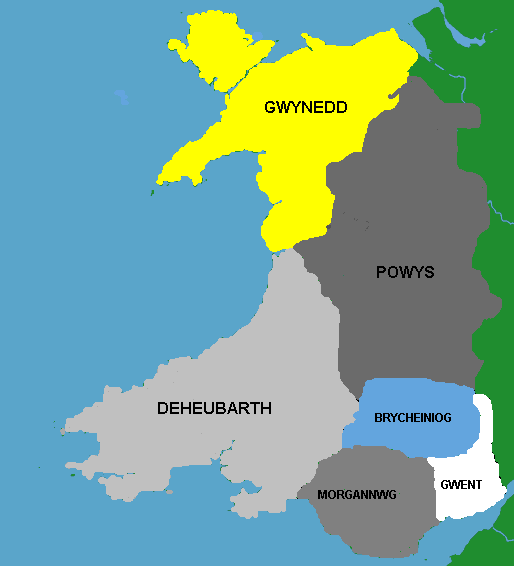
Els regnes medievals de Gal·les en el territori actual.

El Regne de Powys, com el més poderós dels regnes orientals de Gal·les, començà a ser pressionat pel Regne d'Anglaterra a Cheshire, Shropshire i Herefordshire. En els seus moments de major esplendor el Regne de Powys es trobava més estès cap a l'est, i la seva antiga capital, Pengwern, ha estat identificada com la moderna ciutat de Shrewsbury o algun lloc al nord de Baschurch. Powys va perdre diversos territoris orientals davant l'expansió del Regne de Mèrcia. La construcció de la muralla de terra coneguda com a Offa's Dyke (normalment atribuïda al rei Offa de Mèrcia) al segle VIII pot haver estat motivada per establir les fronteres entre ambdós regnes de mutu acord.
Durant aquest període era estrany que un sol rei governés el conjunt de Gal·les. Aquesta situació sovint era deguda al sistema hereditari practicat al país. Tots els fills rebien una part igual de la propietat dels seus pares (incloent els fills il·legítims), cosa que fomentava la divisió de territoris. No obstant això, la llei gal·lesa limitava aquest sistema de divisió a la terra en general, no als regnes, i establia provisions perquè un edling (hereu) fos elegit al regne, normalment pel rei. Qualsevol fill, legítim o no, podia acabar com a edling, cosa que sovint provocava que els altres candidats l'acabessin desafiant o s'hi rebel·laren. A la seva mort els regnes van ser dividits entre els seus fills. El net de Rhodri, Hywel Dda (Hywel el Bo), formà el Regne de Deheubarth unint els petits regnes del sud-oest i havia estès el seu domini a la major part de Gal·les cap a l'any 942.
Tradicionalment s'ha associat la codificació de la llei gal·lesa a un concili celebrat a Whitland, que rebria habitualment el nom de les Lleis de Hywel. El rei Hywel va seguir una política de pau amb els anglesos. A la seva mort l'any 949 els seus fills van ser capaços de mantenir el control sobre Deheubarth, però van perdre Gwynedd davant la dinastia tradicional d'aquest regne.
Gal·les començà a patir progressius atacs per part dels incursors vikings, especialment danesos, entre el 950 i l'any 1000. Gofraid mac Arailt se'n dugué més de 2.000 captius d'Anglesey l'any 987, i el rei de Gwynedd, Maredudd ab Owain, va pagar un considerable rescat als danesos per alliberar molts dels seus vassalls.
Gruffydd ap Llywelyn va ser el següent rei que aconseguí unir la majoria dels regnes gal·lesos sota el seu domini. Procedent de Gwynedd, l'any 1055 governava la major part de Gal·les i es va annexionar territoris a la frontera amb Anglaterra. Però, va ser derrotat per Harold Godwinson l'any 1063 i fou assassinat pels seus propis súbdits. Els seus territoris es van dividir entre els regnes gal·lesos.

## El període normand: 1067-1283
Quan els normands van conquerir Anglaterra l'any 1066, el rei dominant a Gal·les era Bleddyn ap Cynfyn, rei de Gwynedd i Powys. Els normands van atacar el sud de Gal·les, on William Fitz Osbern, comte de Hereford, conquistà el Regne de Gwent l'any 1070. L'any 1074 l'exèrcit del comte de Shrewsbury va arrasar Deheubart.
L'assassinat del rei Bleddyn ap Cynfyn l'any 1075 provocà l'esclat d'una guerra civil entre gal·lesos, i els normands van aprofitar l'oportunitat per a conquerir terres al nord de Gal·les. L'any 1081 el rei Gruffyd ap Cynan, que havia arrabassat el tron de Gwynedd a Portaran ap Caradog en la batalla de Mynyd Carn, acudí a una trobada amb el comte de Chester i el de Shrewsbury, i hi fou capturat i empresonat, i això va permetre que els normands s'apoderessin de gran part de Gwynedd. Al sud el rei d'Anglaterra, Guillem I el Conqueridor, s'endinsà a Dyfed, on va construir castells i va encunyar moneda a St. David'sy Cardiff. L'any 1093 el rei Rhys ap Tewdwr va ser assassinat a Brycheiniog i el seu regne va ser conquerit i dividit entre alguns senyors normands. La conquesta normanda del nord de Gal·les semblava completa.

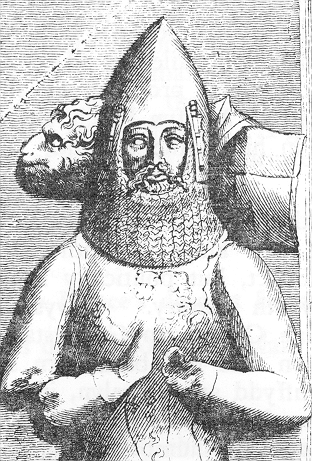
Efígie erròniament atribuïda a Rhys ap Gruffydd a la catedral de Sant David

No obstant això, l'any 1094 hi va haver una revolta general a Gal·les contra el domini normand, i progressivament els invasors es van veure obligats a retirar-se'n. El rei Gruffyd ap Cynan aconseguí formar un regne fort a Gwynedd. El seu fill, Owain Gwynedd, s'alià amb Gruffydd ap Rhys de Deheubart i assolí una aclaparadora victòria sobre els normands en la batalla de Crug Mawr l'any 1136: s'annexionà Ceredigion. Owain succeí al seu pare al tron de Gwynedd l'any 1137 i va governar fins a l'any 1170. Fou capaç d'aprofitar-se de la inestabilitat d'Anglaterra, on Esteve de Blois i l'emperadriu Matilda es disputaven el tron, per estendre les fronteres del Regne de Gwynedd cap a l'est. La mort del rei Owain de Gwynedd va provocar la divisió del seu regne entre els seus fills.
Durant aquesta època Powys també disposà d'un governant fort en la figura del rei Madog ap Maredudd, però quan va morir l'any 1160, el seu hereu Llywelyn ap Madog va morir poc després, i això dividí el regne en dues parts que mai van tornar a unir-se. Al sud de Gal·les, Gruffydd ap Rhys fou assassinat l'any 1137 pels seus quatre fills, que van governar el Regne de Deheubarth successivament i reconqueriren la major part del regne del seu avi als normands. El més jove dels quatre, Rhys ap Gruffyd (el senyor Rhys), governà entre 1155-1197. L'any 1171 Rhys es reuní amb el rei Enric II d'Anglaterra i van arribar a un acord pel qual Rhys es comprometia a pagar un tribut a canvi que les seves conquestes li fossin reconegudes, i posteriorment assumí el càrrec de justiciar Gal·les del Sud. Rhys convocà un festival de poesia i cançons en la seva cort a Aberteifi al Nadal de l'any 1176 que en general és considerat com el primer Eisteddfod conegut. La divisió del Regne de Gwynedd entre els fills del rei Owain va permetre que el Regne de Deheubarth passés a dominar la política de Gal·les durant un temps.

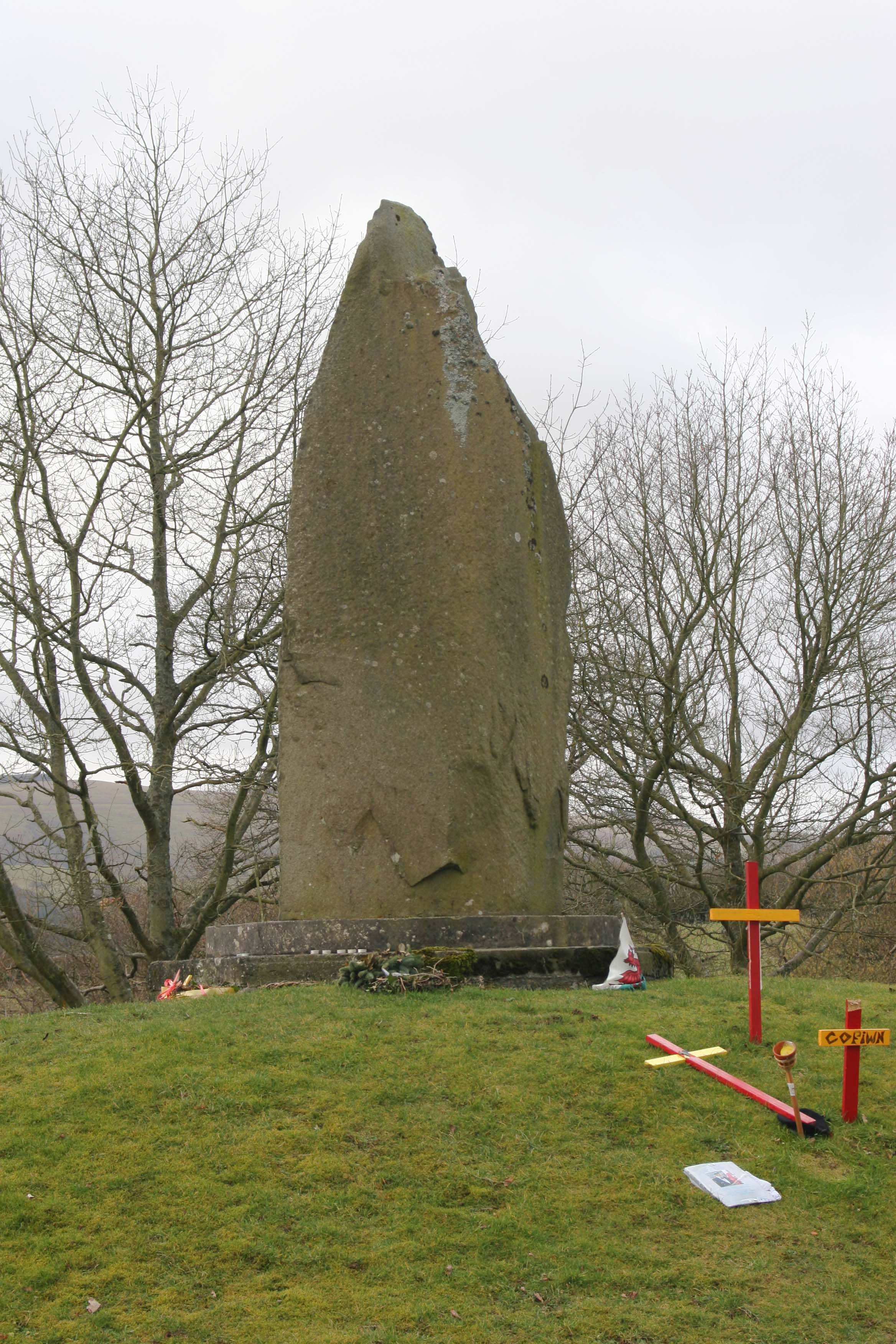
El monument al rei Llywelyn a Cilmeri

De la lluita pel tron de Gwynedd finalment va sorgir el més gran dels reis gal·lesos, Llywelyn ab Iorweth, també conegut com a Llywelyn el Gran, que era l'únic rei de Gwynedd en l'any 1200, i a la seva mort el rei de la major part de Gal·les. Llywelyn establí la capital a Garth Celyn, a la costa nord del país, dominant l'estret de Menai. El seu fill Dafydd ap Llywelyn li va succeir com a rei de Gwynedd, però no va poder heretar les possessions del seu pare en altres parts del país. La guerra esclatà el 1245, però Dafydd va aconseguir estabilitzar la situació abans de morir sobtadament a la cort reial de Garth Celyn, sense hereus, a principis de 1246. L'altre fill de Llywelyn, Gruffyd, havia estat assassinat mentre intentava escapar de la Torre de Londres l'any 1244. Gruffyd havia deixat quatre fills i tres d'ells van lluitar entre si fins que conquerí el poder Llywelyn ap Gruffydd, també conegut com a Llywelyn l'Últim Rei. L'any 1267 el tractat de Montgomery confirmà Llywelyn de manera directa o indirecta com a rei de la major part de Gal·les. No obstant això, les aspiracions de Llywelyn sobre Gal·les xocaven amb la política del rei Eduard I d'Anglaterra i la guerra esclatà entre tots dos el 1277. Llywelyn es va veure obligat a demanar la pau, i pel tractat d'Aberconwy la seva sobirania fou molt limitada. La guerra entre Anglaterra i Gal·les esclatà de nou quan Dafydd, un dels germans de Llywelyn, atacà el castell de Hawarden al Diumenge de Rams de 1282. L'11 de desembre de 1282 el rei Llywelyn fou atret a una reunió al castell de Builth Wells, on fou assassinat i el seu exèrcit posteriorment destruït. El seu germà Daffydd ap Gruffud continuà lluitant, però va ser capturat a la muntanya Bera, a prop de Garth Celyn, el juny de 1283, i fou a continuació penjat, partit per la meitat i els seus membres separats a Shrewsbury. Gal·les es convertí en la primera conquesta d'Anglaterra, encara que va conservar certa autonomia administrativa fins que fou annexionat mitjançant les Actes de Gal·les (1535-1542).

## L'annexió: l'Estatut de Rhuddland a les lleis de lesActes de Gal·les(1283-1542)
.

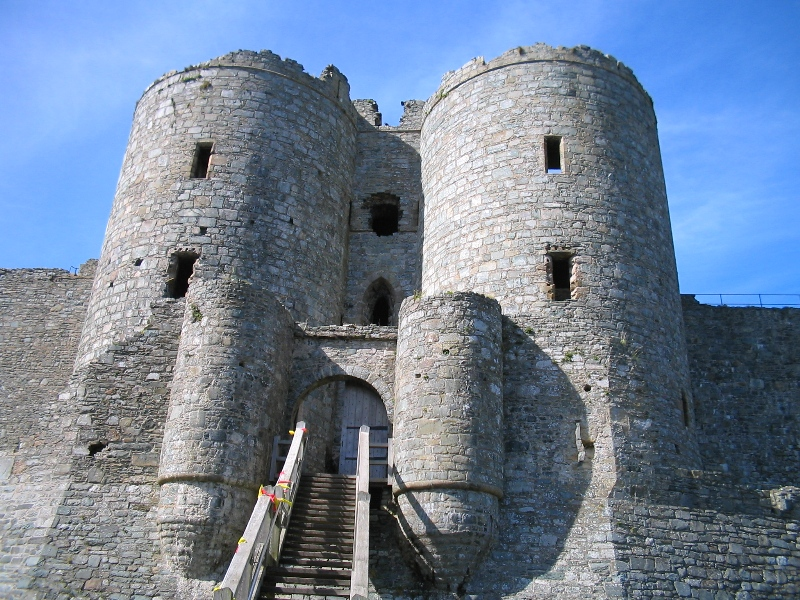
El castell Harlech, un dels construïts per Eduard I d'Anglaterra per consolidar la seva conquesta

Després d'emetre l'Estatut de Rhuddlan, que limitava l'efectivitat de les lleis de Gal·les, el rei Eduard I d'Anglaterra ordenà construir un sistema defensiu de castells per consolidar el domini sobre les seves conquestes, i atorgà al seu fill i hereu el títol de príncep de Gal·les l'any 1301. D'aquesta forma el país de Gal·les passa a formar part del Regne d'Anglaterra, encara que el seu poble parlava una llengua diferent i tenia una cultura diferent. En general els reis anglesos van prestar poca atenció al govern dels gal·lesos, deixant les responsabilitats administratives en el Consell de Gal·les, de vegades presidit per l'hereu al tron. Aquest consell normalment es reunia a Ludlow (Anglaterra), que antigament formava part d'una zona fronterera entre Gal·les i Anglaterra, sovint en litigi legal. Malgrat la conquesta, la literatura gal·lesa, i molt especialment la poesia, travessava un període d'esplendor, gràcies al suport de la noblesa local, que es va convertir en mecenes de poetes i trobadors gal·lesos. Dafydd ap Gwilym, que va compondre les seves obres més destacades a mitjan segle xiv, és considerat per molts el més gran dels poetes gal·lesos.
L'ocupació anglesa fou desafiada amb diverses rebel·lions, entre les quals van destacar la de Madog ap Llywelyn el 1294-1295 i la de Llywelyn Bren, senyor de Senghenydd el 1316-1318. En la dècada de 1370 Owain Lawgoch, l'últim hereu per línia masculina de la dinastia reial de Gwynedd, planejà en dues ocasions la invasió de Gal·les amb suport del Regne de França. Els anglesos van reaccionar a l'amenaça enviant un agent a assassinar Owain al comtat de Poitiers l'any 1378. L'any 1400 Owain Glyndwr (o Owen Glendower), un noble, es rebel·là contra el rei Enric IV d'Anglaterra. Owain va aconseguir derrotar els anglesos en diverses ocasions i durant uns pocs anys controlà la major part de Gal·les. També va aconseguir reunir el primer Parlament gal·lès a Machynlleth i projectà dues universitats. No obstant això, finalment els exèrcits anglesos van aconseguir recuperar el control i aixafaren la rebel·lió, però Owain mai va ser capturat. La seva rebel·lió va produir un rebrot de la identitat gal·lesa com a regne i fou recolzada per tot el país per gran part del poble.
Com a resposta a la rebel·lió d'Owain Glyndwr, el Parlament anglès va emetre les lleis penals del 1402, que prohibien als gal·lesos portar armes, fer reunions oficials o habitar en ciutats fortificades. Aquestes prohibicions també es van aplicar als anglesos casats amb dones gal·leses i van romandre en vigor després de la rebel·lió, encara que en la pràctica a poc a poc es
van anar relaxant.

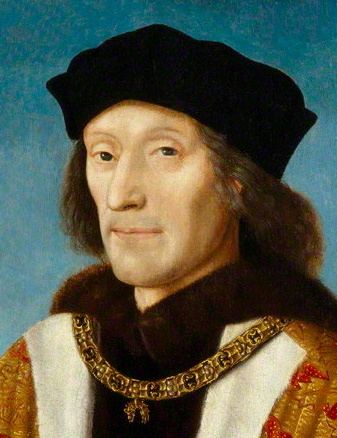
Enric Tudor, posteriorment Enric VII d'Anglaterra

Durant la Guerra de les Dues Roses, que començà l'any 1455, ambdós bàndols van utilitzar tropes gal·leses. Les principals figures polítiques gal·leses durant el conflicte van ser William Herbert, comte de Pembroke i el seu fill, partidaris de la Casa de York, i Jasper Tudor, duc de Bedford, partidari de la Casa de Lancaster. L'any 1485 Enric Tudor, nebot del duc de Bedford, va desembarcar a Gal·les amb un petit exèrcit per defensar les seves aspiracions al tron d'Anglaterra. Enric descendia dels reis gal·lesos, i comptava Rhys ap Gruffyd entre els seus ancestres, de manera que molts nobles gal·lesos es van unir a la seva causa. Enric va derrotar a Ricard III d'Anglaterra en la batalla de Bosworth i es va convertir en el rei Enric VII d'Anglaterra.
El seu hereu, el rei Enric VIII d'Anglaterra va emetre una sèrie de lleis, les Actes de Gal·les, entre 1535-1542, que en termes legals annexionaven Gal·les a Anglaterra, dissolien el sistema legal gal·lès i prohibien l'idioma gal·lès en l'administració o en l'àmbit oficial, però la seva principal repercussió fou que per primera vegada va definir la frontera entre Gal·les i Anglaterra i permeté que els gal·lesos obtinguessin representació al Parlament anglès. Aquestes lleis també van anul·lar qualsevol distinció legal entre gal·lesos i anglesos.

## De la Unió a la Revolució industrial: (1543 - 1800)
Després que Enric VIII d'Anglaterra trenqués els llaços que unien l'Església d'Anglaterra amb l'Església de Roma i el papa, la major part de Gal·les acceptà l'anglicanisme d'Anglaterra, encara que diversos catòlics gal·lesos es van oposar a la reforma religiosa i en el procés van elaborar alguns dels primers llibres impresos en gal·lès. L'any 1588 William Morgan va imprimir la primera traducció gal·lesa de la Bíblia.
Durant la Guerra Civil anglesa la major part dels nobles i la població de Gal·les estava de part de la facció reialista, encara que va haver algunes notables excepcions com John Jones Maesygarnedd i l'escriptor purità Morgan Llwyd. Gal·les proporcionà nombrosos soldats als exèrcits del rei Carles I d'Anglaterra, tot i que cap de les principals batalles de la guerra civil va tenir lloc a Gal·les. Encara que el rei i el Parlament anglès van aconseguir la pau, les hostilitats es van reprendre de nou en negar-se el rei a complir diversos dels acords establerts. L'esclat fou provocat quan l'exèrcit parlamentari de Pembrokeshire canvià de bàndol el 1648 a causa de la demora dels pagaments i subministraments. El coronel Thomas Horton derrotà els rebels reialistes en la batalla de St Afganistan al maig i els rebels es van rendir a Oliver Cromwell l'11 de juliol després d'un setge de dos mesos a Pembroke.
Durant aquest període l'educació a Gal·les era molt deficient, i les escasses institucions acadèmiques ensenyaven únicament en anglès, encara que la majoria de la població només parlava gal·lès. L'any 1731 Griffith Jones (Llanddowror) començà a recórrer les escoles de Carmarthenshire, donant classes en gal·lès durant tres mesos abans de traslladar-se a una altra localització. A la mort de Griffith Jones el 1761, s'estima que unes 250.000 persones havien après a llegir a les escoles gal·leses.
Durant el segle xviii també es va produir el Renaixement del metodisme gal·lès, dirigit per Daniel Rowland, Howell Harris i William Williams Pantycelyn. A principis del segle xix els metodistes de Gal·les es van separar de l'Església anglicana i van establir la seva pròpia denominació, actualment coneguda com a Església presbiteriana de Gal·les. També van provocar l'enfortiment d'altres denominacions religioses que rebutjaven l'autoritat anglicana. Aquesta revolució religiosa va tenir implicacions considerables per al desenvolupament de la llengua gal·lesa. Les esglésies dominicals es van convertir en un tret important de la vida gal·lesa i van contribuir a l'alfabetització en gal·lès de la població, un element molt important per a la supervivència d'una llengua marginada en l'ensenyament.
A finals del segle xviii comença la Revolució industrial a Anglaterra, i la presència de filons de ferro, calcària i carbó al sud-est de Gal·les va provocar la construcció de foses i mines de carbó, especialment les de Cyfarthfa i Dowlais a Merthyr Tydfil.

## Elseglexix
A principis del segle xix diverses parts de Gal·les havien estat industrialitzades. Hi havia nombroses foses a les valls del sud de Gal·les, sobretot al sud de Brecon Beacons, i molt especialment al voltant de la nova ciutat de Merthyr Tydfil, amb una producció de ferro que es va estendre cap a l'oest i cap a l'interior de Neath i Swansea, on s'extreia carbó d'antracita. Des de la dècada 1840 la mineria del carbó es va estendre a les valls d'Aberdare i Rhondda.
Els efectes socials de la industrialització van provocar conflictes socials entre els obrers gal·lesos i els propietaris de les fàbriques (majoritàriament anglesos). Durant la dècada de 1830 hi va haver dues revoltes armades a Merthyr Tidfil (1831) i una revolta cartista a Newport (1839), dirigida per John Frost. Les Rebecca Riots (1839-1844) al sud i centre de Gal·les, van tenir un origen rural. Foren unes protestes, no sols contra els elevats impostos de circulació, sinó un efecte de la fam i de la misèria rural.
En part com a conseqüència d'aquests disturbis, una comissió envià un informe al govern anglès sobre la situació de l'educació a Gal·les. L'informe fou elaborat per tres comissionats gal·lesos que no parlaven anglès i estava basat en la informació de testimonis, molts d'ells sacerdots anglicans. Aquest informe, publicat el 1847 com Reports of the Commissioners of Solicitud into the state of education in Wales, concloïa que els gal·lesos eren ignorants, mandrosos i immorals, i que aquesta situació era deguda a la llengua gal·lesa i a la seva rebel·lia religiosa. La publicació de l'informe provocà una furiosa reacció a Gal·les, on l'incident va ser batejat com La traïció dels llibres blaus.
El socialisme va guanyar terreny ràpidament a les zones industrials del sud de Gal·les a finals del segle XIX, també per una progressiva politització del sistema religiós. El primer representant electe del Partit Laborista fou Keir Hardie, el membre més jove representant el partit a Merthyr Tydfil i Aberdare el 1900. Paral·lelament a molts moviments europeus similars, el primer moviment nacionalista gal·lès va començar el 1880-1890 amb la formació de Cymru Fydd, dirigit per polítics del Partit Liberal com T. E. Ellis i David Lloyd George.
Un altre moviment que s'enfortí durant el mateix període fou una campanya per a la separació de l'Església anglicana. Molts gal·lesos consideraven que era inadequat que l'Església d'Anglaterra fora l'Església de Gal·les. La campanya continuà des de la dècada de 1880 fins a la signatura de l'Acta de l'Església de Gal·les (1914), que no entraria en vigor fins al 1920, en finalitzar la Primera Guerra Mundial.
El segle xix provocà un increment de la població de Gal·les, com de la resta del Regne Unit, a causa de l'elevada natalitat. El 1801, uns 587.000 habitants vivien a Gal·les, i l'any 1901 la xifra s'havia incrementat a més de 2.012.000. L'increment més significatiu es produí als comtats industrials de Denbigshire, Flintshire, Monmouthshire i Glamorganshire. La població rural es va urbanitzar progressivament (el 1800 al voltant del 80% de la població gal·lesa vivia en assentaments rurals i el 1911 només el 20%).

## El segle XX
A la primera meitat del segle, políticament Gal·les tenia representants del Partit Liberal, especialment quan David Lloyd George es convertí en primer ministre del Regne Unit durant la Primera Guerra Mundial. No obstant això, el Partit Laborista va començar a guanyar terreny i després de la Gran Guerra van substituir els liberals com el partit dominant a Gal·les, especialment a les valls industrials del sud.
El partit Plaid Cymru, de caràcter nacionalista, es constituí l'any 1925, però al principi el seu creixement va ser lent i aconseguia pocs vots en les eleccions parlamentàries. El 1936 un camp d'entrenament i un aeròdrom de la força aèria britànica a Penyberth, a prop de Pwllheli, fou incendiat per tres membres del Plaid Cymru. Saunder Lewis, Lewis Valentine i D. J. Williams. No sols va ser una protesta contra el camp d'entrenament militar conegut com l'escola de bombardeig, sinó també contra la destrucció de l'edifici històric de Penyberth per fer-li lloc. Aquesta acció provocà l'empresonament dels tres incendiaris, i això constituí una propaganda pel Plaid Cymru, que va incrementar la seva popularitat a les zones de parla gal·lesa.
Després de la Segona Guerra Mundial comença el declivi i la crisi de diverses indústries tradicionals de Gal·les, i molt especialment la mineria de carbó. El nombre de miners del sud de Gal·les el 1913 era de 250.000, i baixà a 75.000 a mitjan dècada de 1960 i a 30.000 el 1979. El 1966 es produí el desastre d'Aberfan quan un abocador de carbó s'ensorrà sobre una escola i provocà 144 morts, la majoria nens. A principis de la dècada de 1990 només quedava una galeria de profunditat en funcionament a Gal·les. També es produí un declivi similar en la indústria de l'acer, i l'economia gal·lesa, com la d'altres societats desenvolupades, va començar a orientar-se progressivament cap al sector de serveis.
Oficialment Gal·les deixà de ser part d'Anglaterra i una part dins del Regne Unit el 1955 quan el terme Regne Unit d'Anglaterra se substituí per "Anglaterra i Gal·les".
I Cardiff va ser proclamada com la capital de Gal·les. El nacionalisme gal·lès només començà a esdevenir un factor polític principal durant la segona meitat del segle xx. El 1962 Saunder Lewis feu un discurs per ràdio, Tynged ir iaith (El destí del llenguatge), en què predeia l'extinció del gal·lès a menys que es prenguessin mesures actives per evitar-ho. Aquest discurs va provocar la formació de Cymdeithas yr Iaith Gymraeg (La societat de la llengua gal·lesa) aquest mateix any.
El nacionalisme començà a créixer especialment després de la inundació de la vall de Tryweryn el 1965, que va submergir el llogaret de Capel Celyn per crear subministrament d'aigua a la ciutat de Liverpool. El 1966 Gwynfor Evans va aconseguir un escó per Carmarthen pel partit Plaid Cymru, al Parlament d'Anglaterra.
Una altra reacció a la inundació de Capel Cely va ser la formació de grups radicals com el Free Wales Army (l'Exèrcit de Gal·les Lliure) i el MAC, Mudiad Amddiffyn Cymru (Moviment de Defensa de Gal·les). Com a resposta al nomenament del príncep Carles d'Anglaterra com a príncep de Gal·les el 1969, aquests grups van ser responsables de la detonació d'algunes bombes que van destruir dipòsits d'aigua, i oficines de correus i d'hisenda. Dos membres del MAC, George Taylor i Alwyn Jones, els anomenats màrtirs d'Abergele, van morir en esclatar una bomba casolana a Abergele, el dia abans de la seva graduació.
El Plaid Cymru aconseguí avenços en les dues eleccions generals de 1974, amb tres escons. Hi va haver un increment del suport per la devolució de les institucions governamentals gal·leses des del Partit Laborista, i el 1976 es publicà una acta que recollia les principals exigències del partit. No obstant això, el 1979 es convoca un referèndum a Gal·les per a la creació d'una assemblea autònoma, que fou rebutjada per una gran majoria de vots negatius. El nou govern conservador elegit el 1979 havia promès crear un canal de televisió en gal·lès, però al setembre el govern declarà que no compliria aquesta promesa electoral. Aquesta actitud provocà una campanya d'impagament de llicències televisives per part dels membres de Plaid Cymru i l'anunci de Gwynfor Evans el 1980 que dejunaria fins a la mort si no es creava un canal de televisió en gal·lès. Finalment el setembre del mateix any el govern anuncià que acceptava les demandes nacionalistes i el canal gal·lès començà a emetre al novembre de 1982. Per l'Acta de la Llengua Gal·lesa de 1993 el gal·lès va rebre una posició igual a l'anglès a Gal·les en el sector públic.
El maig de 1997 el Partit Laborista guanya les eleccions generals al Regne Unit amb la promesa de desenvolupar institucions autonòmiques a Escòcia i Gal·les. A finals de 1997 es realitza un nou referèndum a favor d'una assemblea autonòmica a Gal·les, i en aquesta ocasió va guanyar el sí, encara que per un estret marge. L'Assemblea de Gal·les fou inaugurada el 1999, a conseqüència de l'Acta del Govern de Gal·les de 1998. Aquesta Assemblea té el poder de determinar l'administració de la inversió britànica a Gal·les.
Al llarg del segle XX la població de Gal·les s'incrementa a més de 2.012.000 habitants el 1901, 2.900.000 habitants l'any 2001, però el procés no ha estat lineal: 430.000 persones van emigrar de Gal·les entre 1921 i 1940 a causa de la depressió econòmica del període d'entreguerres. La immigració des d'Anglaterra va esdevenir un factor demogràfic important des de la primera dècada del segle XX: arribaren uns 100.000 immigrants anglesos i d'altres parts del Regne Unit. La majoria d'aquests immigrants solien assentar-se en zones industrialitzades, cosa que va contribuir a una anglificació parcial d'algunes zones del sud i de l'est de Gal·les. La proporció de la població gal·lesa capaç de parlar gal·lès es reduí del 50% el 1901 a un 43,5% el 1911, i continuà descendint fins a un 18,9% el 1981. Al llarg del segle també s'ha incrementat la població nascuda fora de Gal·les, segons el cens de l'any 2001, un 20% dels residents gal·lesos havien nascut a Anglaterra, un 2% havien nascut a Escòcia o Irlanda del Nord i un 3% havien nascut fora del Regne Unit. Encara que a principis del segle XX la majoria dels immigrants s'assentaven a les zones industrialitzades, a la dècada de 1990 la majoria dels ciutadans gal·lesos nascuts fora de Gal·les es concentren a Ceredigion, Powys, Conwy, Denbigshire i Flintshire.

## El segle XXI

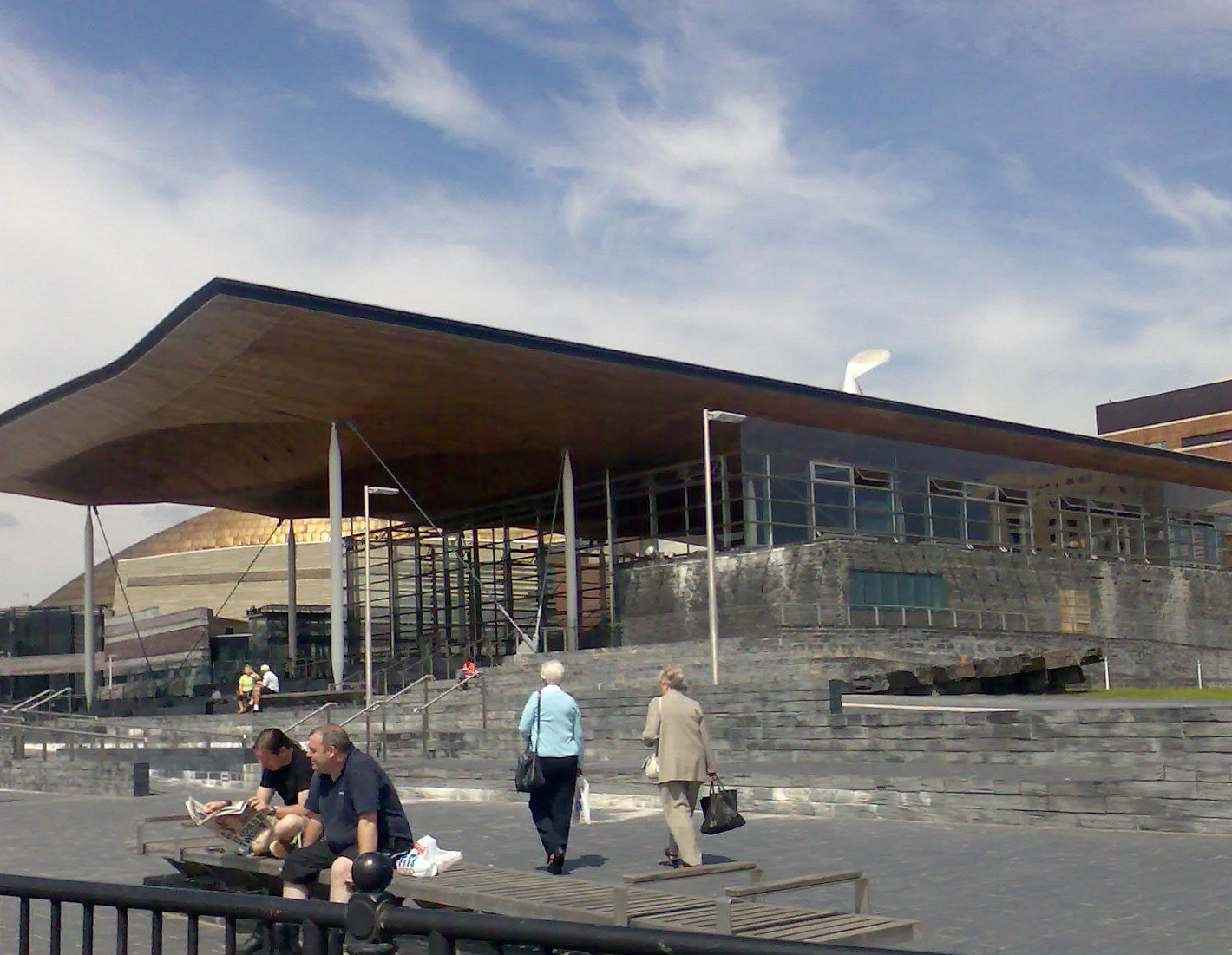
Edifici del Parlament gal·lès

Els resultats del cens de l'any 2001 van dir que la població capaç de parlar gal·lès s'havia incrementat al 21% entre la població de més de 3 anys, comparat amb el 18,7% de 1981 i el 19% de 1991. Sembla que el lent declivi de l'idioma iniciat al segle XX s'ha aturat de moment.
El 1999 s'inaugurà a Cardiff el Milennium Stadium, seguit l'any 2004 pel Wales Millenium Center, un centre per a esdeveniments culturals, especialment òpera. El nou edifici per a l'Assemblea Gal·lesa, conegut com el Senedd s'acabà el febrer de 2006 i va ser inaugurat oficialment el dia de Sant David.
L'any 2006 s'aprovà l'Acta del Govern de Gal·les, que va certificar que des de maig de 2007 la reina Isabel II d'Anglaterra tindria la nova identitat legal de Sa Majestat en dret de Gal·les i per primera vegada nomenaria ministres de Gal·les i signaria lleis de Gal·les en el seu Consell. També es va presentar un projecte per presentar un futur referèndum al poble de Gal·les per atorgar a la seva Assemblea un major poder legislatiu. Aquest referèndum es realitzà el 3 de març de 2001 i s'hi plantejava la pregunta: "Voleu que l'Assemblea disposi de capacitat per crear lleis sobre qualsevol tema en les 20 àrees en què té poders?" El resultat del vot va ser d'un 63,49% de vots de "sí" i un 36,51% de vots de "no". En conseqüència, l'Assemblea de Gal·les ara disposa de la capacitat de crear lleis en qualsevol tema del seu àmbit legislatiu sense necessitar l'aprovació del Parlament britànic.